# Astronomický symbol
Astronomický symbol je znak, který se používá pro zjednodušené zobrazení různých vesmírných těles. Astronomické symboly používají profesionální i amatérští astronomové a užívají se někdy i k označení dnů v týdnu. Některé se používají též v astrologii.

## Planety
| Název   | Symbol  | Unicode   | Význam                                                                       |
| Merkur  | Merkur  | U+263F ☿  | Merkurova okřídlená helma a žezlo; rtuť, středa                              |
| Venuše  | Venus   | U+2640 ♀  | Venušina ruka se zrcadlem; měď, pátek                                        |
| Země    | Erde    | U+1F728 🜨 | Glóbus s rovníkem a nultým poledníkem                                        |
| Země    | Earth   | U+2641 ♁  | Královské jablko                                                             |
| Mars    | Mars    | U+2642 ♂  | Marsův oštěp a štít; železo, úterý                                           |
| Jupiter | Jupiter | U+2643 ♃  | Jupiterův blesk nebo orel; cín, čtvrtek                                      |
| Saturn  | Saturn  | U+2644 ♄  | Saturnův srp, nebo kosa; olovo, sobota                                       |
| Uran    | Uranus  | U+2645 ♅  | Jeden ze dvou symbolů pro platinu nebo také kombinace symbolů Marsu a Slunce |
| Uran    | Uranus  | U+2645 ♅  | "H" podle iniciály příjmení jeho objevitele (Wiliama Herschela)              |
| Neptun  | Neptun  | U+2646 ♆  | Neptunův trojzubec                                                           |

## Trpasličí planety
| Název    | Symbol   | Unicode   | Význam                                                                           |
| Ceres    | Ceres    | U+26B3 ⚳  |                                                                                  |
| Pluto    | Pluto    | U+2647 ♇  | PL monogram pro název Pluto nebo iniciály amerického astronoma Percivala Lowella |
| Pluto    | Pluto    | U+2BD3 ⯓  |                                                                                  |
| Orcus    | Orcus    | U+1F77F 🝿 |                                                                                  |
| Haumea   | Haumea   | U+1F77B 🝻 |                                                                                  |
| Quaoar   | Quaoar   | U+1F77E 🝾 |                                                                                  |
| Makemake | Makemake | U+1F77C 🝼 |                                                                                  |
| Gonggong | Gonggong | U+1F77D 🝽 |                                                                                  |
| Eris     | Eris     | U+2BF0 ⯰  |                                                                                  |
| Sedna    | Sedna    | U+2BF2 ⯲  |                                                                                  |

## Další objekty sluneční soustavy
| Název             | Symbol          | Unicode  | Význam                           |
| Slunce            | Sonne           | U+2609 ☉ | Slunce; zlato, neděle            |
| Měsíc (rostoucí)  | Erstes Viertel  | U+263D ☽ | Rostoucí Měsíc; stříbro, pondělí |
| Měsíc (ubývající) | Letztes Viertel | U+263E ☾ | Ubývající Měsíc                  |
| Kometa            | Kometa          | U+2604 ☄ |                                  |

## ZnameníZvěrokruhu
| Název    | Symbol     | Unicode   |
| Beran    | Widder     | U+2648 ♈︎ |
| Býk      | Stier      | U+2649 ♉︎ |
| Blíženci | Zwillinge  | U+264A ♊︎ |
| Rak      | Krebs      | U+264B ♋︎ |
| Lev      | Löwe       | U+264C ♌︎ |
| Panna    | Jungfrau   | U+264D ♍︎ |
| Váhy     | Waage      | U+264E ♎︎ |
| Štír     | Skorpion   | U+264F ♏︎ |
| Střelec  | Schütze    | U+2650 ♐︎ |
| Kozoroh  | Steinbock  | U+2651 ♑︎ |
| Vodnář   | Wassermann | U+2652 ♒︎ |
| Ryby     | Fische     | U+2653 ♓︎ |

## Jiné symboly
| Název                  | Symbol         | Unicode   |
| Konjunkce              | Konjunkce      | U+260C ☌  |
| Opozice                | Opozice        | U+260D ☍  |
| Zákryt, zatmění Slunce | Zákryt         | U+1F775 🝵 |
| Zatmění Měsíce         | Zatmění Měsíce | U+1F776 🝶 |